# Лютичи
Лютичите (Lutici, Liutizen, Lutizen, Lutitzen, Luitizen) са свободен съюз на няколко западнославянски племена, които през Ранното средновековие населяват югоизточните области на днешна Мекленбург-Предна Померания и северните на днешен Бранденбург в Германия. За разлика от техните западни съседи, славяните не образуват централизирана феодална държава и мощно се съпротивляват на Християнизацията.
Авторите отнасят понятието лютичи към всички славяни, живели североизточно на долното и средното течение на Елба. Лютичите принадлежат към полабските славяни, също наричани венди. За пръв път са споменати от Адам фон Бремен през 991 г. През 10 век лютичите образуват съюз с кесините и зирзипаните, доленчаните и редарите, в който имат водеща роля.
Лютичите говорят полабски диалекти, а техен социален и култов център е градът-светилише Ретра, известен и като Ридегост. Те участват в Славянското въстание през 983 г., а през 1057 г. съюзът се разпада след така наречената Лютичка братска война между кесините и зирзипаните, спечелена от последните.